# 善南寺
善南寺（ぜんあんじ）は、岐阜県池田町にある浄土宗の寺院。伝教大師最澄が開いたと伝わる。西美濃三十三霊場8番札所。
弘仁2年（811年）に伝教大師最澄が池田山山腹に開いたと伝わる。開創当初は天台宗の寺院として伽藍を備え、寺領350石末寺18ヵ寺があった。平安末期平治の乱に敗れて落ち延びた源義平を寺に匿ったために罪を問われ、寺を焼き討ちされた。その後、堂ヶ谷に草庵として再興。文和2年（1353年）には南北朝の戦乱を避け揖斐川町の小島頓宮へ逃れてきていた後光厳天皇が行幸している。寛文6年（1666年）東光谷に伽藍を再興し、元禄12年（1699年）には玄誉上人を勧請開祖として浄土宗に改宗した。江戸時代は周辺十三ヵ村によって護持され、寺領410町を有していた。大正8年（1919年）火災により焼失し、昭和18年（1943年）に現在地に再興された。